# Siphonodon membranaceus
Siphonodon membranaceus är en benvedsväxtart som beskrevs av Frederick Manson Bailey. Siphonodon membranaceus ingår i släktet Siphonodon och familjen Celastraceae. Inga underarter finns listade.